# Херцогство Брауншвайг
Херцогството Брауншвайг (на немски: Herzogtum Braunschweig) е създадено през 1814 г. след Виенския конгрес от Княжество Брауншвайг-Волфенбютел. След Ноемврийската революция в Брауншвайг от 18 ноември 1918 г. то става Свободна държава Брауншвайг. Произлиза от Херцогство Брауншвайг-Люнебург, което е създадено през 1235 г. чрез разделянието на саксонското племенно херцогство на Велфите. Столица е град Брауншвайг.
Първият херцог на херцогството Брауншвайг през 1814 става Фридрих Вилхелм от род Велфи (Нов Дом Брауншвайг).
През 1871 г. херцогството е в Германската империя и през 1918 г. е ликвидирано.

## Владетели на Херцогство Брауншвайг
- Херцог Карл II (1804 – 1873), 16 юни 1815 до 20 април 1831
- Херцог Вилхелм (1806 – 1884), 20 април 1831 до 18 октомври 1884
- Херман граф на Гьорц-Врисберг, 20 април 1884 до 2 ноември 1885
- Принц Албрехт от Прусия (1837 – 1906), 2 ноември 1885 до 13 септември 1906
- Алберт фон Ото (1836 – 1921), 13 септември 1906 до 5 юни 1907
- Херцог Йохан Албрехт цу Мекленбург (1857 – 1920), 5 юни 1907 до 1 ноември 1913
- Херцог Ернст Аугуст (1878 – 1953), 1 ноември 1913 до 8 ноември 1918. Ернст Аугуст е последният херцог на Брауншвайг, абдакира през Ноемврийската революция в Брауншвайг на 8 ноември 1918 г.